# Wonsstelling

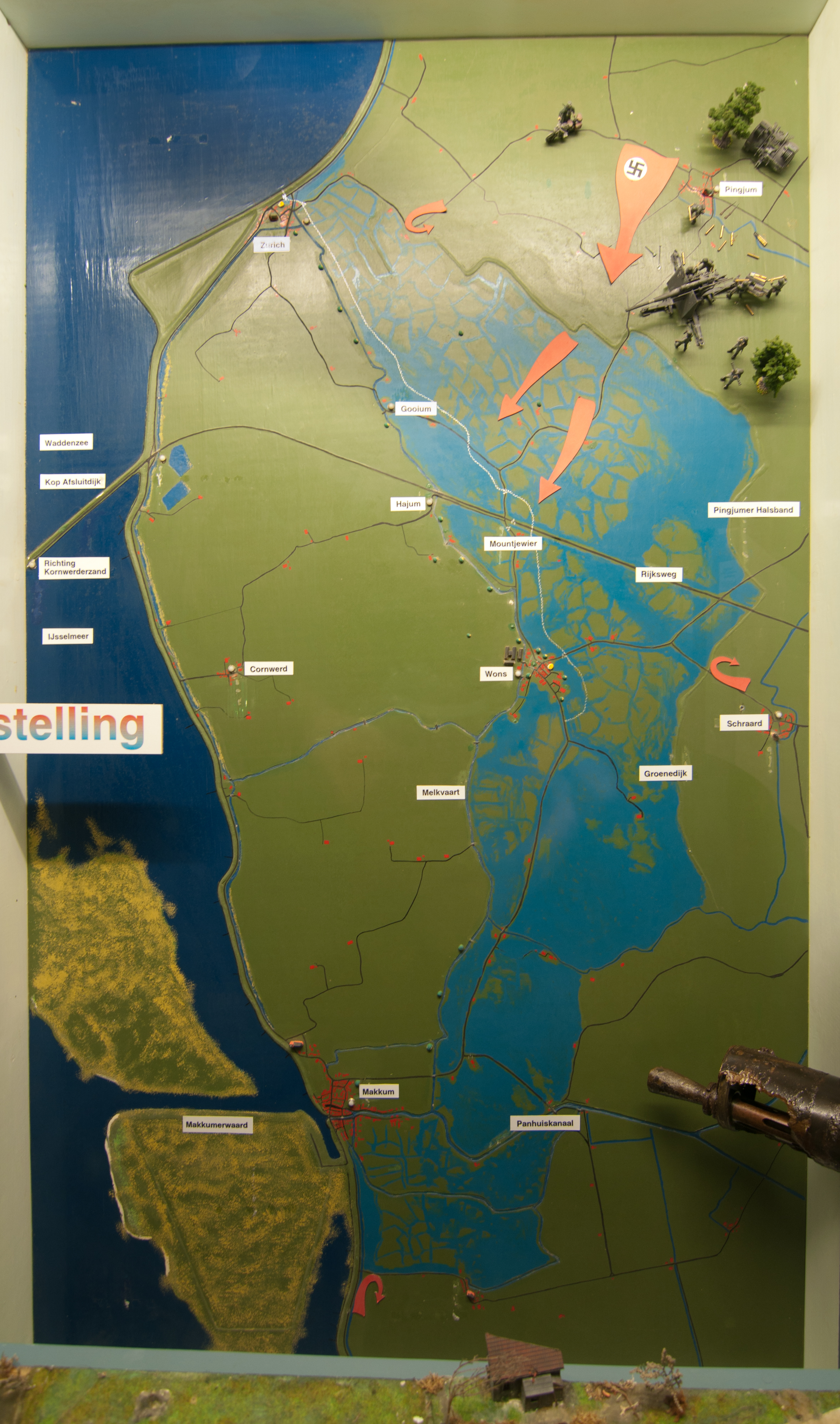
De Wonsstelling in het Kazemattenmuseum. In lichtblauw het geïnundeerde gebied en in oranje de aanvallen van de Wehrmacht.

De Wonsstelling was een verdedigingslinie ten oosten van de Afsluitdijk in de provincie Friesland ten tijde van de Duitse aanval op Nederland in 1940.

## Ligging
De Wonsstelling bestond uit een acht kilometer lange boogvormige verdedigingslijn en liep van Zurich in het noorden langs de Gooiumervaart en Melkvaart via Gooium, Haaijum en Wons naar Makkum. De linie was verdeeld in drie vakken: vak Zurich, vak Wons en vak Makkum.

## Taak
De opdracht van de Commandant Wonstelling luidde: de toegang tot de Afsluitdijk aan de Friese kust beschermen tegen aanslagen van Duitse afdelingen. De commandant van de Wonsstelling was majoor Bouwe Smid van het 1e bataljon van het 33e regiment Infanterie. De totale sterkte was ongeveer 1400 man (inclusief aanvulling door terugtrekkende troepen). De stelling stond onder commando van de Stelling Den Helder. De bataljonscommandopost was gevestigd in een tankstation aan het begin van de Afsluitdijk.
De veldversterkingen van de Wonsstelling bestonden uit bouwwerken van hout en grond. Er waren wel plannen voor de bouw van steviger versterkingen, maar deze konden niet op tijd worden gerealiseerd. De aanwezige veldversterkingen boden onvoldoende dekking tegen artillerievuur en luchtaanvallen. Het was niet te vergelijken met de betonnen kazematten van de Stelling Kornwerderzand. Voor de stelling waren stukken land onder water gezet.

## De strijd
In de vroege ochtend van 12 mei 1940 begon de Duitse aanval op de Wonsstelling. Ze ondervonden veel weerstand in het noorden bij Zurich en de inundaties in de zuidelijk helft van de stelling tot Makkum maakte een aanval moeilijk. Rond het middaguur werd vanuit Pingjum een aanval in zuidwestelijke richting uitgevoerd op de stelling tussen Gooium en Hajum. De aanval werd tot staan gebracht, maar tussen Gooium en Zurich waren Nederlandse troepen gestart met een terugtocht naar de Afsluitdijk. De verdedigers in Hajum waren hiervan niet op de hoogte en bleven de strijd doorzetten, maar het kreeg geen vuursteun meer uit Gooium waardoor de positie onhoudbaar werd. Aan het eind van de middag was de linie door de Duitse soldaten ingenomen. Daarna begon de Slag om de Afsluitdijk.